# Marian Kuszewski
Marian Zygmunt "Marek" Kuszewski, född 31 oktober 1933 i Kielce, död 5 mars 2012, var en polsk fäktare.
Kuszewski blev olympisk silvermedaljör i sabel vid sommarspelen 1960 i Rom.